# Coupe d'Europe de hockey sur glace 1971-1972
Navigation
Coupe d'Europe 1970-1971 Coupe d'Europe 1972-1973
La Coupe d'Europe de hockey sur glace 1971-1972 fut la 7e édition de la Coupe d'Europe de hockey sur glace, première compétition européenne de club organisé par l'IIHF. La compétition se déroula du 30 aout 1971 au 15 décembre 1972.

## Premier tour
| Équipe 1             | Score     | Équipe 2             |
| -------------------- | --------- | -------------------- |
| SG Dynamo Weißwasser | 9:0, 6:3  | HK CSKA Sofia        |
| SG Cortina           | 1:3, 2:1  | HC La Chaux-de-Fonds |
| HK Jesenice          | 5:4, 4:3  | EC KAC               |
| Podhale Nowy Targ    | 5:3, 9:3  | Vålerenga            |
| Tilburg Trappers     | 4:6, 12:3 | Ferencvárosi TC      |
| EV Füssen            | forfait   | HC Chamonix          |

 Brynäs IF,   
 Ässät  :  qualifiés d'office

## Deuxième tour
| Équipe 1             | Score     | Équipe 2    |
| -------------------- | --------- | ----------- |
| Tilburg Trappers     | 2:5, 2:13 | EV Füssen   |
| HC La Chaux-de-Fonds | 1:3, 0:7  | Brynäs IF   |
| SG Dynamo Weißwasser | 8:0, 9:5  | HK Jesenice |
| Podhale Nowy Targ    | w/o       | Ässät       |

## Troisième tour
| Équipe 1             | Score     | Équipe 2          |
| -------------------- | --------- | ----------------- |
| Brynäs IF            | 13:0, 5:0 | EV Füssen         |
| SG Dynamo Weißwasser | 10:0, 9:3 | Podhale Nowy Targ |

 Dukla Jihlava,    
 CSKA Moscou  :  qualifiés d'office

## Demi-finales
| Équipe 1             | Score     | Équipe 2      |
| -------------------- | --------- | ------------- |
| Brynäs IF            | 7:4, 6:2  | Dukla Jihlava |
| SG Dynamo Weißwasser | 1:11, 4:6 | CSKA Moscou   |

## Finale
| Équipe 1  | Score    | Équipe 2    |
| --------- | -------- | ----------- |
| Brynäs IF | 2:8, 3:8 | CSKA Moscou |

## Bilan
Le CSKA Moscou remporte la 7e Coupe d'Europe.